# ثلاثة على مائدة الدم (فلم)
ثلاثة على مائدة الدم  فيلم جريمة وإثارة وتشويق مصري  من تأليف وإخراج مدحت السباعي عام 1994. الفيلم من بطولة محمود ياسين، إلهام شاهين، سعيد صالح، وسيف عبدالرحمن  وتدور الأحداث حول نعمان الشاب الذي يعمل شيال في ميناء بورسعيد ويصبح رجل الأعمال الفاسد وصاحب المشاريع والمباني وأيضا تجارة المخدرات، كما يصبح هدف الشرطة والنيابة بعد قتله وكيلاً للنيابة انتقاماً منع لحبسه أربعة أيام.
صدر الفيلم إلى دور العرض المصرية في 26 ديسمبر 1994.
منح موقع قاعدة بيانات الأفلام العربية «السينما.كوم» الفيلم درجة 5.1/ 10.

## طاقم التمثيل
محمود ياسين: في دور عمر متولي (رئيس نيابة بورسعيد)
إلهام شاهين: في دور سلوى أو سوسو (زوجة البرنس وحبيبة عمر السابقة)
سعيد صالح: في دور نعمان البرنس (رجل الأعمال الفاسد)
سيف عبد الرحمن: في دور فهمي (رئيس مباحث بورسعيد)
طارق النهري: في دور سعد الدنف (ساعد البرنس الأيمن)
مفيد عاشور: في دور حمدي عباس (وكيل النيابة المقتول)
عثمان عبد المنعم: في دور الريس نور (رئيس مركز صيانة المراكب)
سيد صادق: في دور محروس الديب (تاجر المخدرات السابق)
زياد مكوك: في دور مهرب المخدرات الإسرائيلي
أحمد سامي عبد الله: في دور المعلم بنهاوي
رمسيس: في دور سامي (مستشار البرنس)
بالاشتراك مع: محمد أبو حشيش - محمد مندور - عبد الجواد متولي - ممدوح عدلي كاسب - جورج سعد

## أحداث الفيلم
يمارس رجل الأعمال نعمان البرنس (سعيد صالح) أعماله المشبوهة في بورسعيد حيث يقيم مع زوجته سوسو (إلهام شاهين) صاحبة البوتيك المتزوجه منه عرفيا. أثناء قيادة نعمان ليخته في البحر يصدم مركب الصياد حسان فيقتله هو وإبنه ويسارع بالفرار. وبسؤال الريس نور (عثمان عبد المنعم) رئيس «الأزح» (مركز صيانة المراكب) ينكر خروج اليخت من «الأزح» منذ شهر ولكن وكيل النيابة حمدي عباس (مفيد عاشور) يأمر بحبس نعمان 4 أيام على ذمة التحقيق. يقتل نعمان وكيل النيابة «حمدي» انتقاماً منه ويتولى رئيس النيابة عمر متولي (محمود ياسين) التحقيق بنفسه ويكلف رئيس المباحث فهمي (سيف عبد الرحمن) بجمع تحريات عن نعمان البرنس. كان البرنس قد جاء إلى بورسعيد منذ عشرين عاما حيث عمل حمالا عند المعلم البنهاوي (أحمد سامى عبد الله). يذهب رئيس النيابة إلى المعلم البنهاوي بصفة ودية ويعلم منه أن البرنس كان نشاطه شراء المنازل والأراضي من المهجرين بأسعار بخسة، ويعجب عمر كيف حصل البرنس على أموال لشراء الأراضي. يذهب عمر إلى إحدى عمارات البرنس بحجة شراء شقه تمليك ولكن البرنس يهديه الشقة المطلوبة على سبيل الرشوة ولكن عمر يقدم الشقة للمحافظة على أنها هدية من البرنس.
يذهب عمر إلى بوتيك سوسو ويكتشف انها سلوى زميلته في الجامعة وحبيبته السابقة ويسألها عن البرنس. يعرف البرنس عن لقاء عمر مع البنهاوي ومع سلوى وهكذا تصبح المواجهة صريحة. يحاول البرنس قتل عمر ويفشل. يشاهد عمر تاجر المخدرات السابق محروس الديب (سيد صادق) مع سعد الدنف (طارق النهري)، ذراع البرنس الأيمن، ويشك في الأمر، ويوعز لضابط المباحث فهمي القبض على محروس الديب بدعوى التحري للضغط عليه. كان الديب مدمنا فتأثر من وجوده في الحجز واعترف لعمر أن هناك صفقة مخدرات في الطريق. يوعز البرنس لزوجته سلوى بدعوة عمر لمنزلها لطلب معونته في التخلص من البرنس كي يلفق له جريمة زنا حيث ابلغ الشرطة أن زوجته تخونه مع عمر الذي يتمكن من الهرب في اللحظة المناسبة. يقترح سامي (رمسيس)، مستشارالبرنس، عليه الترشح للإنتخابات ويبدأ في توزيع القماش والأموال على الناخبين مما يدفع عمر للتحرك السريع لمنعه من خوض الانتخابات. يعرض البرنس دفع دية الصياد وابنه ووكيل النيابة الذين قتلوا، وأيضا الانسحاب من الانتخابات مقابل غض النظر عن أعماله. يوافق عمر، بالاتفاق مع فهم، ويتم اللقاء على يخت البرنس ويدور صراع على اليخت بعد تسليم صفقة المخدرات من المهرب الإسرائيلى (زياد مكوك). وتستطيع الشرطة التغلب على كل الأفراد المشتركين في التهريب.

## روابط خارجية
- مقالات تستعمل روابط فنية بلا صلة مع ويكي بيانات
- ثلاثة على مائدة الدم على موقع الدهليز
- ثلاثة على مائدة الدم على موقع كاروهات